# Nana (mini-série)
Pour les articles homonymes, voir Nana.
Nana est une mini-série en coproduction française, Suisse et belge en quatre épisodes de 90 minutes, créée et réalisée par Maurice Cazeneuve d'après l’œuvre éponyme d'Émile Zola, et diffusée à partir du 15 mars 1981 sur Antenne 2, sur la TSR et sur la RTBF. Elle a pour interprète principale, Véronique Genest, dans le premier grand rôle qui l'a révélée.
Au Québec, elle a été diffusée en six parties d'environ 52 minutes à partir du 18 septembre 1981 à la Télévision de Radio-Canada.

## Synopsis
Un soir de l'automne 1867, dans ce « Tout Paris », des premières qui se presse, sur les boulevards vers le théâtre de la Renaissance, on n'entend qu'un seul mot, un nom : Nana.
Prononcé avec des clins d'œil complices, avec naïveté, Nana court de bouche à oreille, au milieu des rires des hommes, des mines pincées des femmes… Mais qui est Nana ?

## Distribution
- Véronique Genest : Nana
- Guy Tréjan : Comte Muffat
- Patrick Préjean : Fontan
- Sacha Briquet : Comte de Vandeuvres
- Tony Rödel : Steiner
- Marion Game : Zoé
- Micky Sébastian : Satin
- Vincent Ropion : Georges Hugon
- Jean-Claude Amyl : Philippe Hugon
- Albert Simono : Labordette
- André Cellier : Bordenave
- Jean Martinelli : Chouart
- Armand Mestral : Mignon
- Sarah Sanders : Sabine
- Charlotte de Turckheim : Rose
- Madeleine Barbulée : Mme Lerat